# Лучинчик
Лучи́нчик (укр. Лучинчик) — село на Украине, находится в Мурованокуриловецком районе Винницкой области.
Код КОАТУУ — 0522884001. Население по переписи 2001 года составляет 867 человек. Почтовый индекс — 23452. Телефонный код — 4356.
Занимает площадь 3,003 км².

## Религия
В селе действует Петро-Павловский храм Мурованокуриловецкого благочиния Могилёв-Подольской епархии Украинской православной церкви.

## Адрес местного совета
23452, Винницкая область, Мурованокуриловецкий р-н, с. Лучинчик, ул. Ленина, 26